# Ieu Pannakar
Ieu Pannakar (tiếng Khmer: អៀវ បណ្ណាការ; ngày 21 tháng 2 năm 1931 – ngày 10 tháng 5 năm 2018) là một đạo diễn điện ảnh và chính khách Campuchia. Trong số những người Campuchia đầu tiên học làm phim, ông là một trong những đạo diễn điện ảnh tiên phong của Campuchia.  Ông là người đồng sáng lập (cùng với đạo diễn đồng nghiệp người Campuchia Rithy Panh) Bophana: Trung tâm Tài nguyên Nghe nhìn - Campuchia. Pannakar từng là chủ tịch danh dự của tổ chức giám sát Bophana mang tên ARPAA, hoặc Hiệp hội nghiên cứu, sản xuất và lưu trữ tài liệu nghe nhìn.
Pannakar phục vụ tại Thượng viện Campuchia, trên cương vị là ứng cử viên của Quốc vương Norodom Sihamoni. Ông còn là Trưởng ban điện ảnh của Bộ Văn hóa và Mỹ thuật Campuchia. Pannakar chính là con trai của cựu Thủ tướng Campuchia Ieu Koeus.